# Los Paraguayos
Los Paraguayos (deutsch Die Paraguayer) wurde 1957 von Luis Alberto del Paraná (* 21. Juni 1928; † 1974) gegründet, nachdem sich seine früher gegründete Gruppe Los Tres Paraguayos getrennt hatte. Der Band gehörten neben ihm selbst sein Bruder Reynaldo Meza, der Harfenist José de los Santos Gonzáles, der Gitarrist Angel „Pato“ Garcia und Rubito Mendina an.

## Werdegang
Los Paraguayos hatte weltweit Erfolg und trat auch einige Male mit den Beatles auf. Die Gruppe trat unter anderem im Madison Square Garden, New York, im Olympia in Paris, im London Palladium, dem Latin Quarter Tokio, in der Tchaikowsy Hall in Moskau auf.
Nach dem Tod von Luis Alberto leitete sein Bruder, Reynaldo Meza, die Gruppe, der inzwischen auch Alfredo Marcucci und Arsenio Jara angehörten.
Da die Gruppe sehr erfolgreich war, wurde sie von vielen anderen Gruppen kopiert, die sich unter anderem Los Reyes Paraguayos („die königlichen Paraguayer“), Los verdaderos Paraguayos („die echten Paraguayer“) nannten. Diese Gruppen treten in unterschiedlicher Besetzung mit Sängern, Gitarristen, Trommlern und Harfenisten als Kulturbotschafter Paraguays weltweit auf. Typisch in den Gruppen ist, dass ein Harfenspieler dabei ist, der die Paraguay-Harfe beherrscht, und gute Sänger. Zum Repertoire der Gruppen gehören unter anderem südamerikanische, spanische und mexikanische klassische Volkslieder wie Guantanamera, La Bamba und Malagueña Salerosa.
Eine berühmte Band im gleichen Stil sind Les Guaranies, die in Paris im Exil war, sich aber ausdrücklich nicht Los Paraguayos nannte. Ihr Leader war Francisco Marin, der auch zahlreiche Eigenkompositionen kreierte.